# Krzysztof Koziorowicz
Krzysztof Koziorowicz (ur. 24 marca 1957 w Choszcznie) – polski koszykarz występujący na pozycji obrońcy, po zakończeniu kariery zawodniczej – trener I klasy; od stycznia 2019 dyrektor koordynator w PGE Spójni Stargard; od 2 lipca 2024 do 31 października 2024 wiceprezes w zarządzie Sportowej Spółki Akcyjnej Spójnia Stargard; od 7 kwietnia 2025 trener PGE Spójni Stargard. 

## Życiorys
Urodził się  24 marca 1957 w Choszcznie. Od roku 1957 w Stargardzie Szczecińskim. Ukończył Szkołę Podstawową nr 3, gdzie jego nauczycielem wf był Roman Szuber. Absolwent Uniwersytetu Szczecińskiego wydziału wychowanie fizyczne. Następnie podjął pracę jako nauczyciel w Szkole Podstawowej nr 2 oraz w Zespole Szkół nr 3 w Stargardzie. W 1971 r. rozpoczął karierę zawodniczą w Spójni Stargard, gdzie grał do 1977 r. W tym samym roku występował przez jeden sezon w Pogoni Szczecin. W 1979 ponownie grał w stargardzkim zespole, z którym awansował w 1980 do I ligi. W latach 1987–1988 pełnił funkcję dyrektora Międzyszkolnego Ośrodka Sportowego w Stargardzie. W Spójni Stargard jako zawodnik był do roku 1992. W sezonie 1992/1993 zagrał w Gajallu Choszczno pełniąc również funkcję trenera. W 1993 zagrał w I ligowym Sokole Międzychód, gdzie był do 1994 r. grając w 27 spotkaniach. W tym samym roku zakończył karierę jako czynny zawodnik. W Spójni jako trener rozpoczął pracę z grupami młodzieżowymi, z którymi pracował do roku 1992. W 1994 r. został pierwszym trenerem I zespołu Spójni Stargard Szczeciński, a po przyjściu Tadeusza Aleksandrowicza był II trenerem do roku 1997, w którym to roku stargardzka drużyna zdobyła tytuł wicemistrza Polski. 
Krzysztof Koziorowicz szkolił przede wszystkim drużyny klubowe, męskie: Spójnię Stargard Szczeciński (1994–1997, 2016–2019; w której spędził prawie całą karierę zawodniczą), Prokom Trefl Sopot (1997–2000) i SKK Szczecin (2000–2001), Wilki Morskie Szczecin (2014–2015) oraz kobiece: Lotos Gdynia (gdzie odnosił spore sukcesy w Eurolidze) (2001–2007, Wilki Morskie Szczecin (2012–2013; 2013–2014) oraz CCC Polkowice (2008–2012). W sezonie 2007/08 pełnił funkcję dyrektora sportowego w klubie Lotos Gdynia. Od 2004 r. pełnił funkcję II trenera reprezentacji Polski kobiet seniorek. W latach 2006–2009 był selekcjonerem reprezentacji Polski kobiet. Funkcję I trenera kadry objął po Arkadiuszu Konieckim, u którego wcześniej pracował jako asystent. Z prowadzenia reprezentacji zrezygnował po nieudanych mistrzostwach Europy na Łotwie. W 2014 w mistrzostwach Europy we Włoszech był trenerem młodzieżowej reprezentacji Polski, która zajęła ostatecznie 6 miejsce. W latach 2013–2015 był trenerem w PLK Wilków Morskich ze Szczecina, następnie prowadził JTC MUKS Poznań. Od 4 lutego 2016 był trenerem I ligowej Spójni Stargard. 17 maja 2018 po zwycięstwie w finale I ligi koszykówki mężczyzn nad Sokołem Łańcut wprowadził Spójnię Stargard do ekstraklasy koszykarskiej. 
22 stycznia 2019 przestał być trenerem Spójni Stargard, po czym objął stanowisko koordynatora w tym klubie. W latach 2019–2024 na tym stanowisku zabiegał o wsparcie sponsorów dla stargardzkiego koszykarskiego klubu, brał  udział w akcjach marketingowych poprzez promocję stargardzkiej koszykówki w spotkaniach w przedszkolach, w szkołach, w szpitalu w Stargardzie. Organizował z Wiktorem Grudzińskim spotkania z cyklu WF ze Spójnią. Był także zaangażowany w rozwój młodzieżowej koszykówki w Spójni. W 2019 podczas obchodów 70-lecia powstania stowarzyszenia Spójnia Stargard został odznaczony: Złotą Odznaką Polskiego Związku Koszykówki, Złotą Odznaką Honorową Gryfa Zachodniopomorskiego” oraz został wybrany do pierwszej piątki  koszykarzy (Marek Cieliński, Krzysztof Koziorowicz, Marek Ładniak, Ireneusz Purwiniecki, Arkadiusz Soczewski) 70-lecia Spójni Stargard. 21 czerwca 2024 r. uczestniczył w tzw. spotkaniu trzech pokoleń zorganizowanym przez Stargardzkie Centrum Nauki FILARY, w którym jako goście uczestniczyli i rozmawiali o przeszłości, teraźniejszości i przyszłości stargardzkiej koszykówki, były prezes Spójni Stargard Krzysztof Orzechowski, Krzysztof Koziorowicz, Wiktor Grudziński oraz Dominik Grudziński. 20 października 2023 jego nazwisko znalazło się na jednym z totemów w ramach odsłoniętego w Stargardzie symbolicznego Panteonu gwiazd stargardzkiego sportu, który znajduje się przy obiekcie AquaStar – stargardzkim centrum sportu i rekreacji, jako metalowa figura pływaka – skoczka (jest przestrzennym odbiciem sgraffito znajdującego się na frontowej elewacji miejskiej pływalni oraz 6 metalowych totemów – lamp, do których przymocowane są tabliczki z nazwiskami, po 3 nazwiska na 1 totemie). 26 października 2023 r. uczestniczył w obchodach 60-lecia Zespołu Szkół Budowlano-Technicznych w Stargardzie (był związany z tą szkołą) z okazji których w jednym zespole zagrali uczniowie ZSB-T, a w drugim absolwenci szkoły, w tym byli koszykarze Spójni Stargard. 30 września 2023 r. był współorganizatorem spotkania byłych koszykarzy, trenerów i działaczy Spójni Stargard, którym jako gościom honorowym wręczono przed meczem z Eneą Abramczyk Astorią Bydgoszcz pamiątkowe statuetki z napisem „Przyjaciel Klubu”. 
W 2024 r. startował w wyborach samorządowych (był radnym w Stargardzie w latach 1994–1998) z listy Komitetu Wyborczego Wyborców Rafała Zająca. Starał się o mandat radnego do Rady Miejskiej w Stargardzie, ale bezskutecznie (głosów 297, procent 5,39%). Z dniem 2 lipca 2024 r. nastąpiły zmiany w zarządzie Sportowej Spółki Akcyjnej Spójnia Stargard. Krzysztof Koziorowicz jako dotychczasowy dyrektor do spraw kontaktów i pozyskiwania środków został wiceprezesem stargardzkiego klubu. 6 września 2024 był współorganizatorem gali z okazji 75-lecia Spójni Stargard. 31 października 2024 r. zrezygnował z pełnienia funkcji wiceprezesa z przyczyn osobistych. 2 listopada 2024 r. przed rozpoczęciem meczu PGE Spójnia Stargard z Arrivą Polski Cukier Toruń w Hali OSiRu prezes PLK Łukasz Koszarek, prezes Spójni Ewelina Świergiel, dyrektor sportowy stargardzkiego klubu Wiktor Grudziński oraz kibice podziękowali Krzysztofowi Koziorowiczowi za pracę w Spójni. 7 kwietnia 2025 został trenerem PGE Spójni Stargard prowadząc stargardzki zespół w sześciu ostatnich rundach sezonu 2024/2025, który ostatecznie został zdegradowany do I ligi. 14 czerwca 2025 r. podczas sprawozdawczo-wyborczego walnego zgromadzenia delegatów wybrany został nowym prezesem Zachodniopomorskiego Okręgowego Związku Koszykówki zastępując na tym stanowisku Konrada Mądrego

## Osiągnięcia trenerskie
Koszykówka męska
- Wicemistrzostwo Polski (1997)
- Awans do EBL ze Spójnią Stargard (2018)

Koszykówka żeńska
- Mistrzostwo Polski (2002–2005)
- Wicemistrzostwo Polski (2006, 2007, 2011)
- Puchar Polski (2005, 2007)
- Finał Pucharu Polski (2006)
- Dwukrotny tytuł klubowego wicemistrza Europy z Lotos VBW Clima (2002, 2004)
- Tytuł klubowych wicemistrzyń świata z Lotos VBW Clima (2004)
- Uczestnik mistrzostw Europy (2009 – 11. miejsce)
- Trener jednej z drużyn podczas meczu gwiazd PLKK (2002, 2003 - Rzeszów, 2003 – Starogard Gdański, 2004, 2005, 2006)

## Odznaczenia i wyróżnienia
Krzysztof Koziorowicz był odznaczany: 
- Brązowa Honorowa Odznaka PZKosz
- Srebrna Honorowa Odznaka PZKosz
- Puchar za II miejsce mistrzostw Polski seniorów (1997)
- Złota Odznaka Spójni[1]
- Medal 60-lecia koszykówki zachodniopomorskiej (2009)[28]
- Puchar za I miejsce mistrzostw Polski seniorów I ligi (2018)
- Złota Honorowa Odznaka PZKosz (2019)[29]
- Złota „Odznaka Honorowa Gryfa Zachodniopomorskiego” od marszałka województwa Zachodniopomorskiego (2019)[29]
- medal Polskiego Związku Koszykówki (2024)

i inne

## Historyczne składy Krzysztofa Koziorowicza

### Koziorowicz i zawodnicy od 1971 do 1978
Krzysztof Koziorowicz z koszykówką zetknął się już w drugiej klasie szkoły podstawowej nr 3, gdzie nauczycielem wf był Roman Szuber. Pod jego okiem pierwsze kroki na parkiecie stawiało wielu przyszłych zawodników miejscowej Spójni, którzy znaleźli się w składzie stargardzkiej drużyny. 

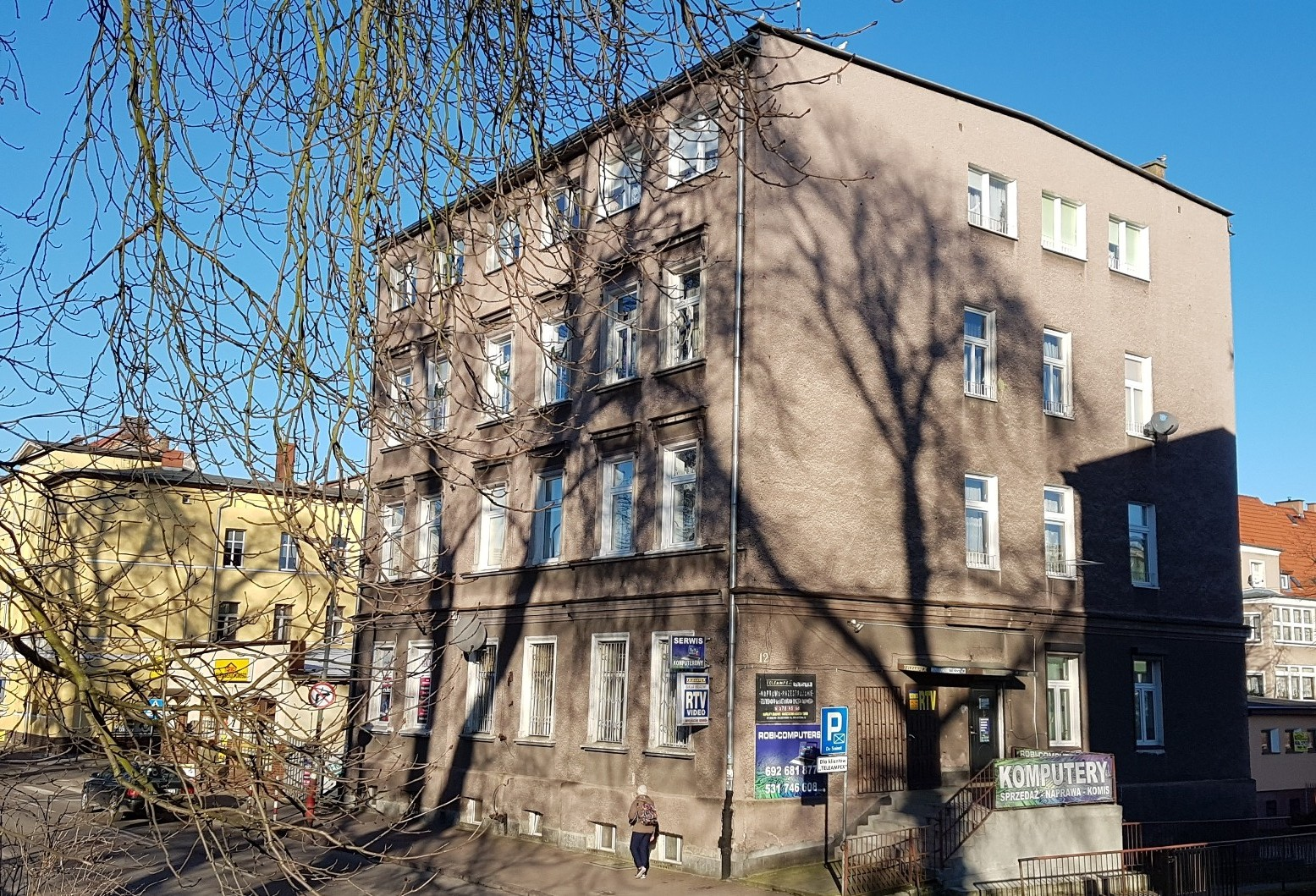
Budynek byłej siedziby Spójni przy ul. Dworcowej 12

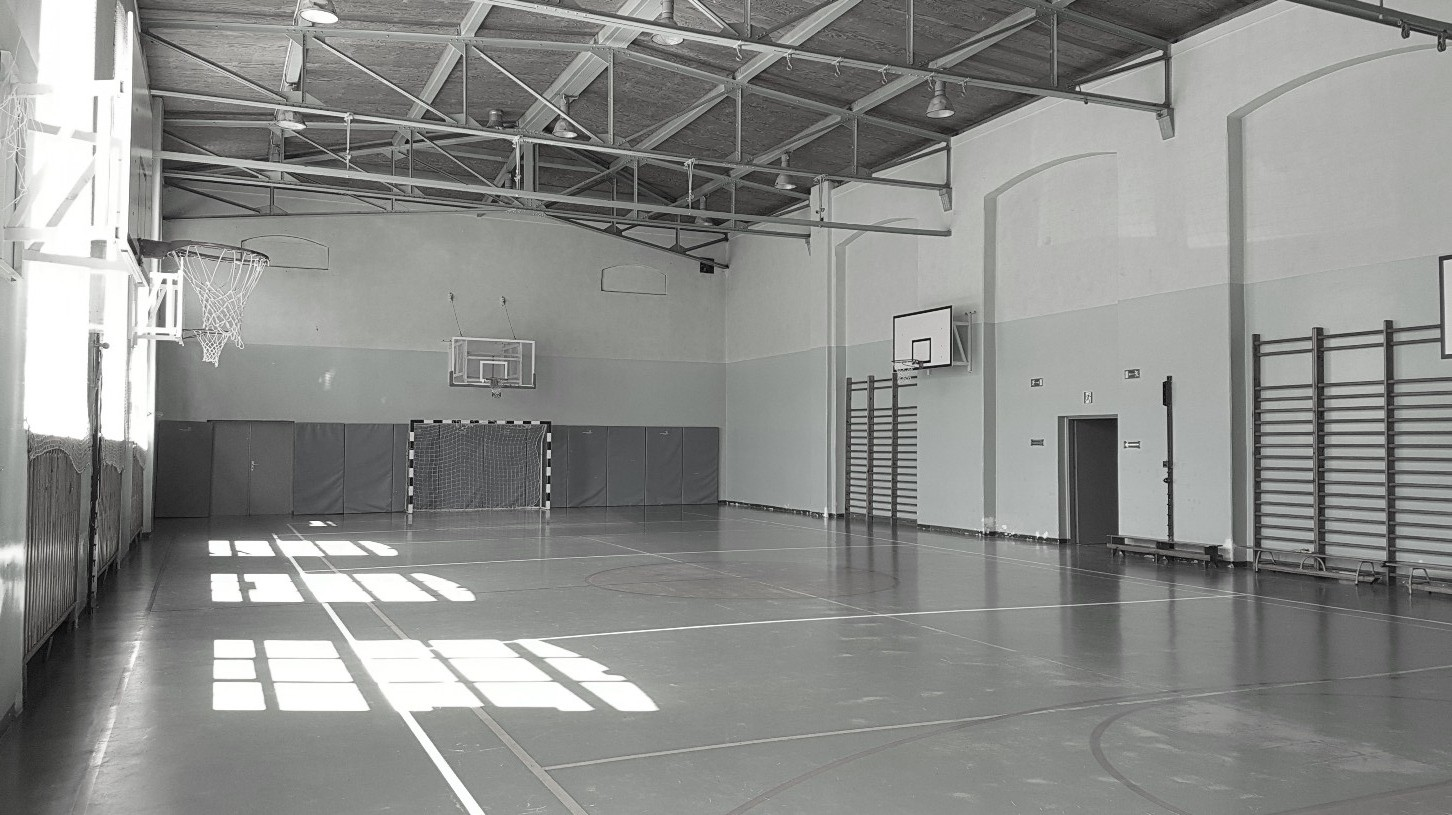
Sala gimnastyczna Gimnazjum nr 2, wcześniej Szkoła Podstawowa nr 2, gdzie Spójnia rozgrywała mecze w latach 50/60 przy ul. Limanowskiego

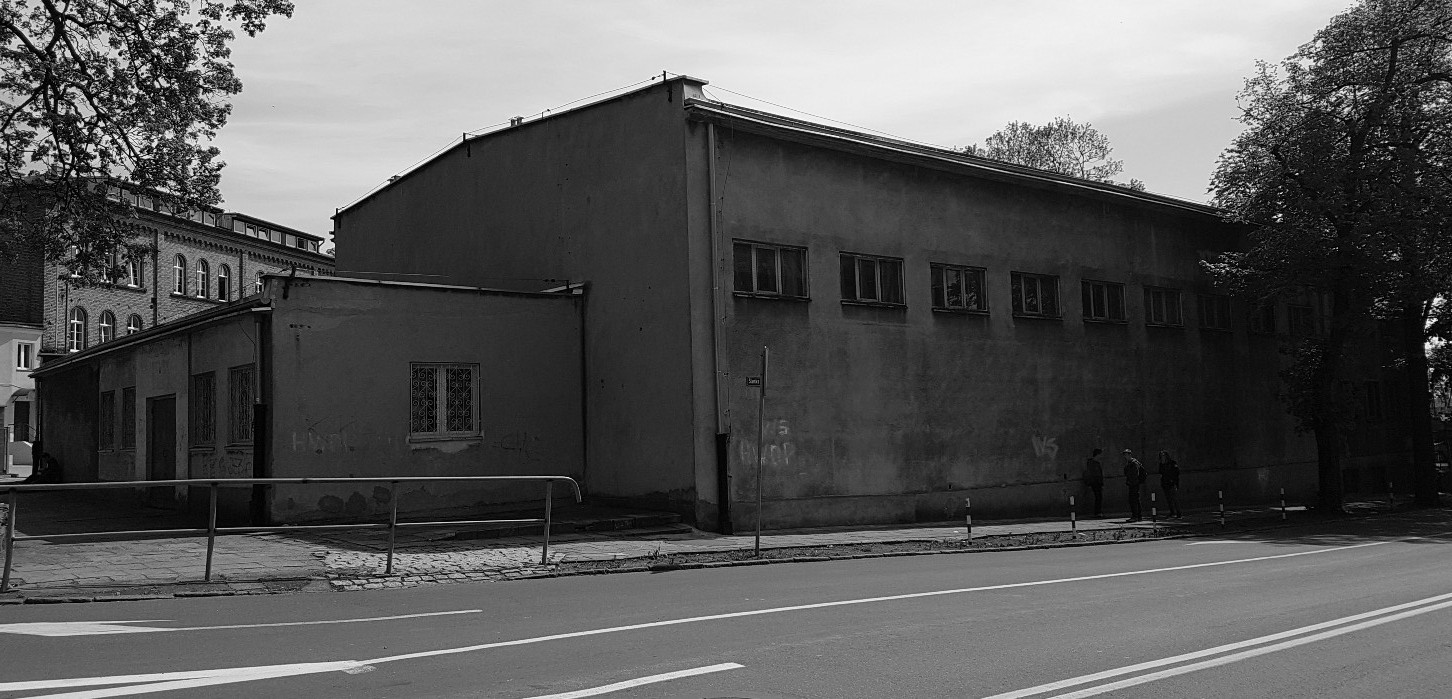
Sala gimnastyczna Gimnazjum nr 1, wcześniej Szkoła Podstawowa nr 1, widok od ul. Śląskiej (2017)

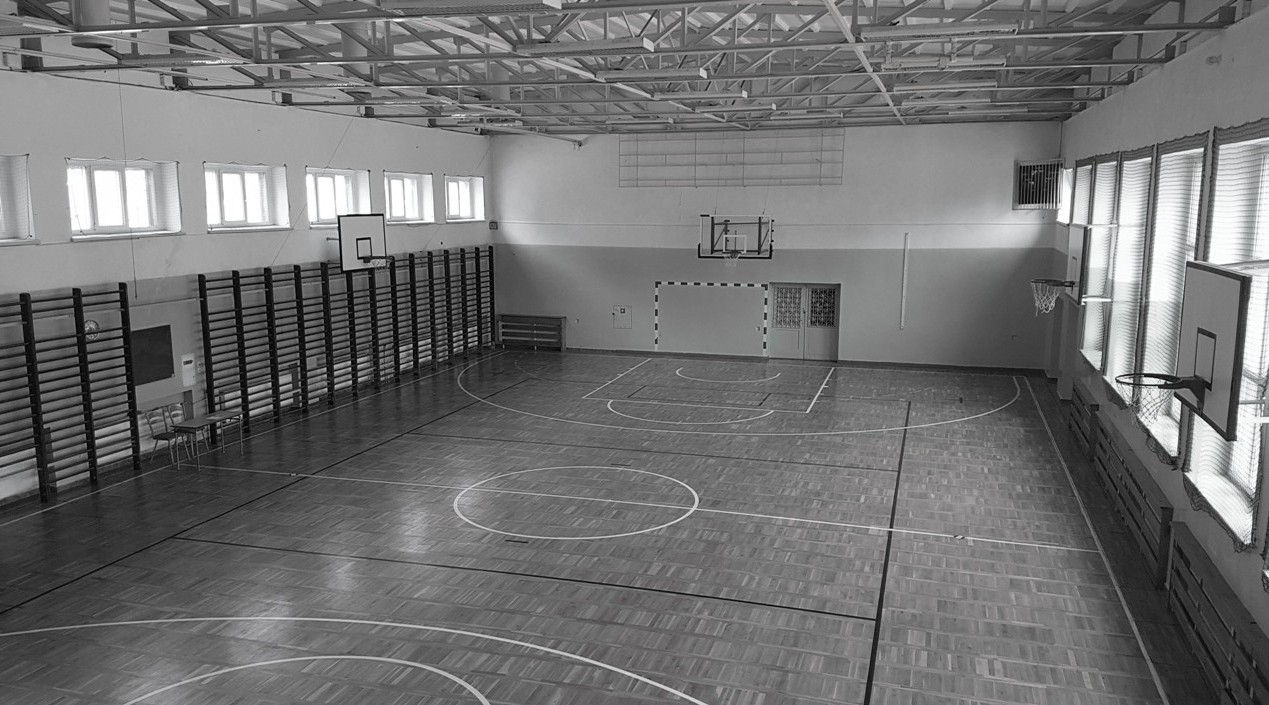
Sala gimnastyczna Gimnazjum nr 1 na Popiela. Spójnia rozgrywała tutaj swoje mecze w latach 70.

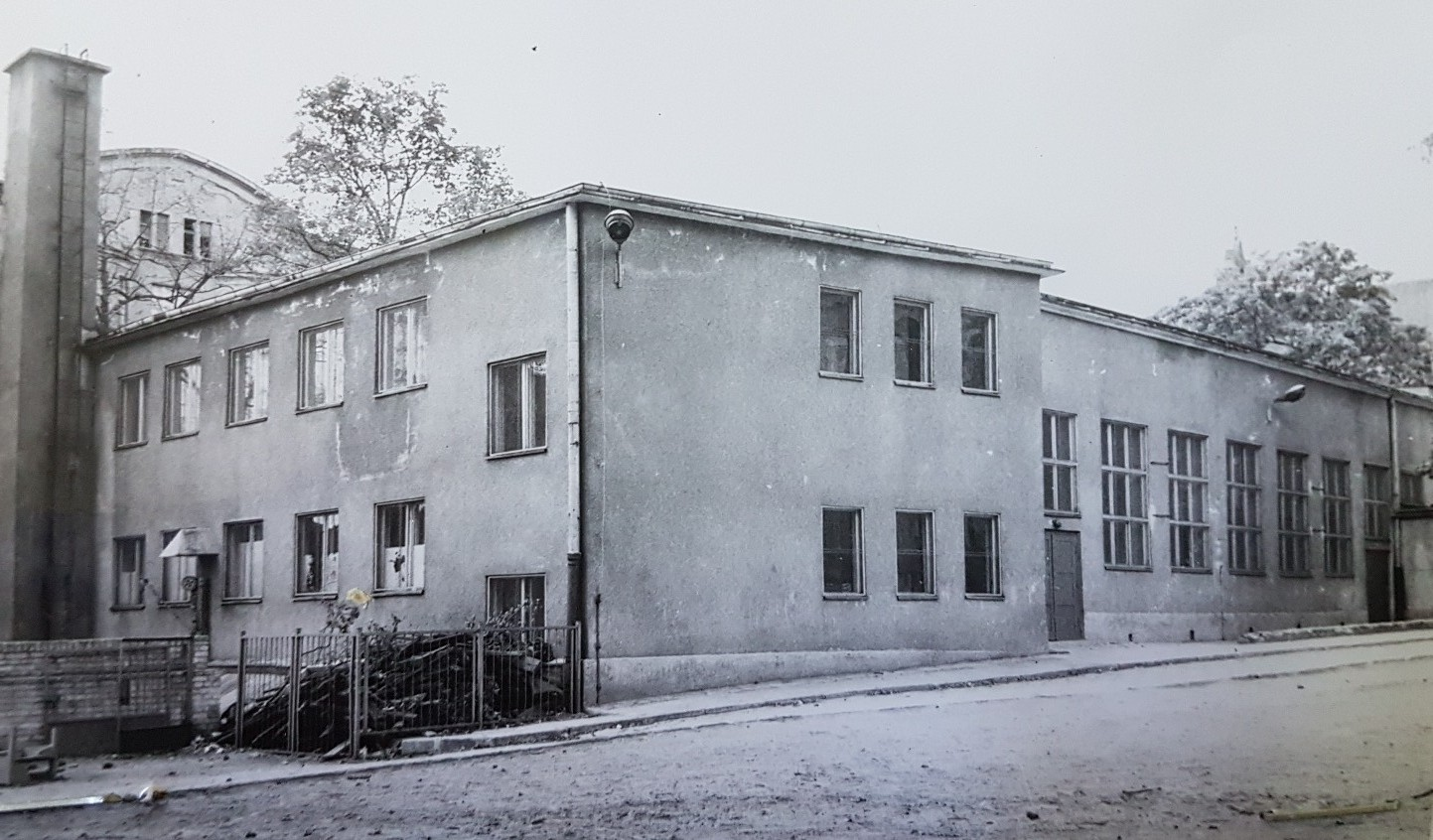
Sala gimnastyczna Szkoły Podstawowej nr 1 przy ul. Popiela. Spójnia rozgrywała tutaj swoje mecze w latach 70. (1977)

Krzysztof Koziorowicz debiutował w stargardzkim zespole w 1971. W sezonach od 1966 do 1978 zespół stargardzki, w tym Krzysztof Koziorowicz od 1973, grał w różnych składach, z następującymi zawodnikami:
| Nr | Poz. | Nar.   | Nazwisko i imię          | Data urodzenia | Wzrost | Masa ciała |
| -- | ---- | ------ | ------------------------ | -------------- | ------ | ---------- |
|    | R    | Polska | Woźniak, Jan             | 1949           | 187 cm |            |
|    | S    | Polska | Szymczak, Ryszard        | 1951           | ? cm   |            |
|    | S    | Polska | Tomaszewicz, Zbigniew    | 1950           | 190 cm |            |
|    | S    | Polska | Żukowski, Romuald        | 1945           | 180 cm |            |
|    | S    | Polska | Borowski, Marian         | 1946           | 176 cm |            |
|    | S    | Polska | Dębicki (trener), Bogdan | 1948           | ? cm   |            |
|    | R    | Polska | Maranda, Jan             | 1949           | 177 cm |            |
|    | S    | Polska | Dziedzic, Stanisław      | 1948           | 195 cm |            |
|    | S    | Polska | Miszek, W.               | ?              | ? cm   |            |
|    | S    | Polska | Wawrzyszko, M.           | ?              | ? cm   |            |
|    | S    | Polska | Zedelski, M.             | ?              | ? cm   |            |
|    | S    | Polska | Głuch, Wojciech          | 1949           | 195 cm |            |
|    | S    | Polska | Wiliński, Ryszard        | 1950           | 190 cm |            |
|    |      | Polska | Usnarski, Jerzy          | 1947           | 175 cm |            |
|    | S    | Polska | Suchocki, Stanisław      | 1952           | 200 cm |            |
|    | S    | Polska | Cierpich, Zbigniew       | 1950           | 190 cm |            |
|    | S/C  | Polska | Czyżewski, Zenon         | ?              | 187 cm |            |
|    | S    | Polska | Goliński, Mariusz        | 1956           | 177 cm |            |
|    | C    | Polska | Gębski, Piotr            | 1957           | 177 cm |            |
|    | C    | Polska | Ładniak, Marek           | 1950-06-09     | 202 cm |            |
|    | C    | Polska | Nuszkiewicz, Władysław   | 1955           | 190 cm |            |
|    | S/C  | Polska | Kasprzyk, Bogdan         | 1953           | 194 cm |            |
| 6  | S/C  | Polska | Żyłczyński, Grzegorz     | 1955-02-05     | 190 cm |            |
|    | S    | Polska | Marszalenko, Wojciech    | 1956           | 200 cm |            |
| 5  | R    | Polska | Koziorowicz, Krzysztof   | 1957-03-24     | 185 cm |            |
|    | S    | Polska | Chreptowicz, Władysław   | 1960           | 190 cm |            |
|    | S    | Polska | Makreli, Władysław?      | ?              | ? cm   |            |
|    | S    | Polska | Wołowiec, Z.             | 1962           | 181 cm |            |
|    | S    | Polska | Jasnowski, Krzysztof     | 1959           | 187 cm |            |
|    | S    | Polska | Markiewicz, ?            | ?              | ? cm   |            |
|    | S    | Polska | Janiszewski, J.          | ?              | ? cm   |            |
|    | S    | Polska | Dudajć, ?                | ?              | ? cm   |            |
|    | S    | Polska | Banachowski, M.          | ?              | ? cm   |            |
| 9  | S    | Polska | Przepióra, Marcin        | 1958           | 194 cm |            |

Trener:  Ryszard Janik
- kierownik drużyny:Tadeusz Sikora

### Skład z 1979/1980 (wejście do II ligi)
Spójnia w sezonie 1979/1980 rozpoczęła rozgrywki w III lidze, w marcu 1980 awansowała do II ligi i grała w składzie:
| Nr | Poz. | Nar.   | Nazwisko i imię        | Data urodzenia | Wzrost  | Masa ciała |
| -- | ---- | ------ | ---------------------- | -------------- | ------- | ---------- |
| 6  | PG   | Polska | Żyłczyński, Grzegorz   | 1955-02-05     | 190 cm  |            |
| 12 | C    | Polska | Ładniak, Marek         | 1950-06-09     | 202 cm  |            |
| 4  | C    | Polska | Bielawski, Krzysztof   | 1959           | 200 cm  |            |
| 5  | G/F  | Polska | Koziorowicz, Krzysztof | 1957-03-24     | 181 cm  |            |
| 13 | C/F  | Polska | Łabędzki, Lech         | 1956           | 196 cm  |            |
| 8  | PG   | Polska | Miłek, Waldemar        | 1963           | 192 cm  |            |
| 7  | G    | Polska | Sićko, Mirosław        | 1956           | 188? cm |            |
| 9  | PG   | Polska | Plebanek, Jerzy        | 1946-06-25     | 188 cm  |            |
| 8  | G    | Polska | Stępiński, Szczepan    | 1960           | 187 cm  |            |
| 3  | PG   | Polska | Gębala, Mieczysław     | 1955           | 192 cm  |            |
| 11 | G    | Polska | Ściężor, Edward        | 1960           | 192 cm  |            |
| 2  | PG   | Polska | Nowacki, Piotr         | ?              | 186 cm  |            |
| 10 | G    | Polska | Bartosz, Mariusz       | 1962           | 198 cm  |            |
| 12 | G    | Polska | Wojdyr, Grzegorz       | 1961           | 205 cm  |            |

Trener:  Ryszard Janik
- kierownik drużyny: Tadeusz Sikora

### Skład z 1980/1983 (II liga)
Spójnia w II lidze rozpoczęła rozgrywki we wrześniu 1980 sezonu 1980/1983.

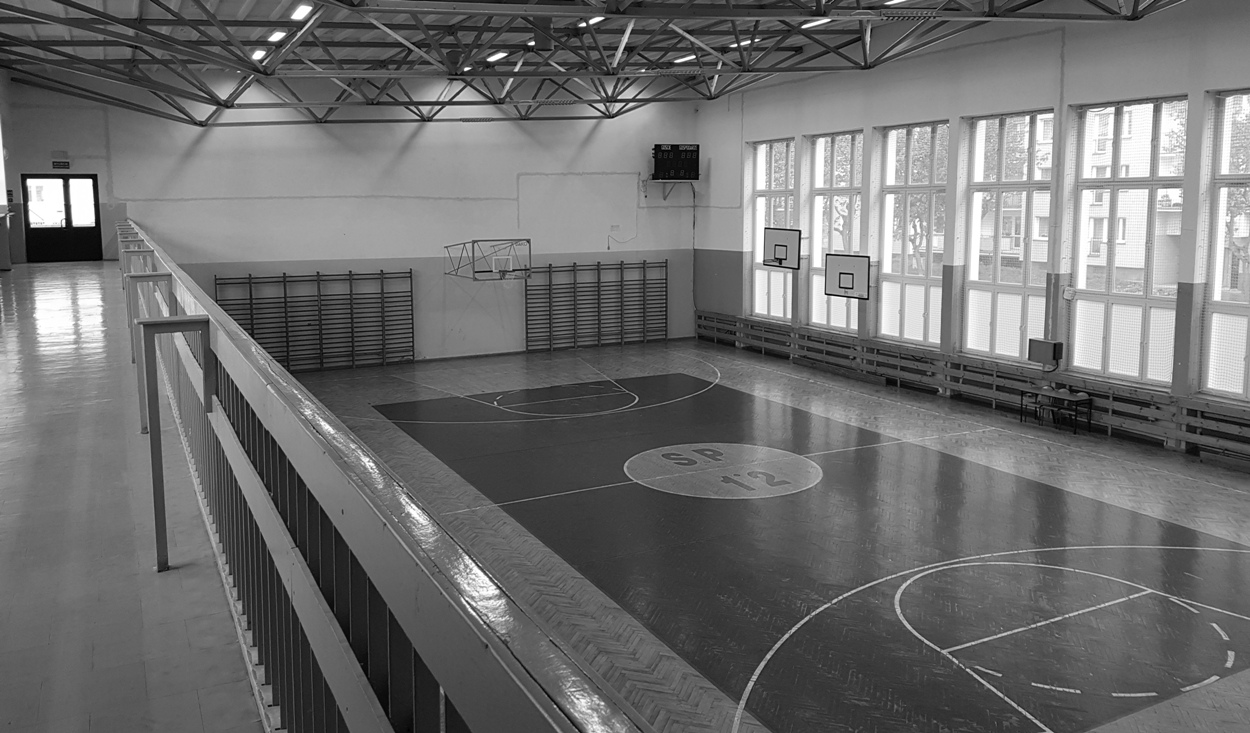
Sala gimnastyczna Szkoły Podstawowej nr 12, obecnie Zespół Szkół Ogólnokształcących i Gimnazjum Integracyjne w Stargardzie (2017)

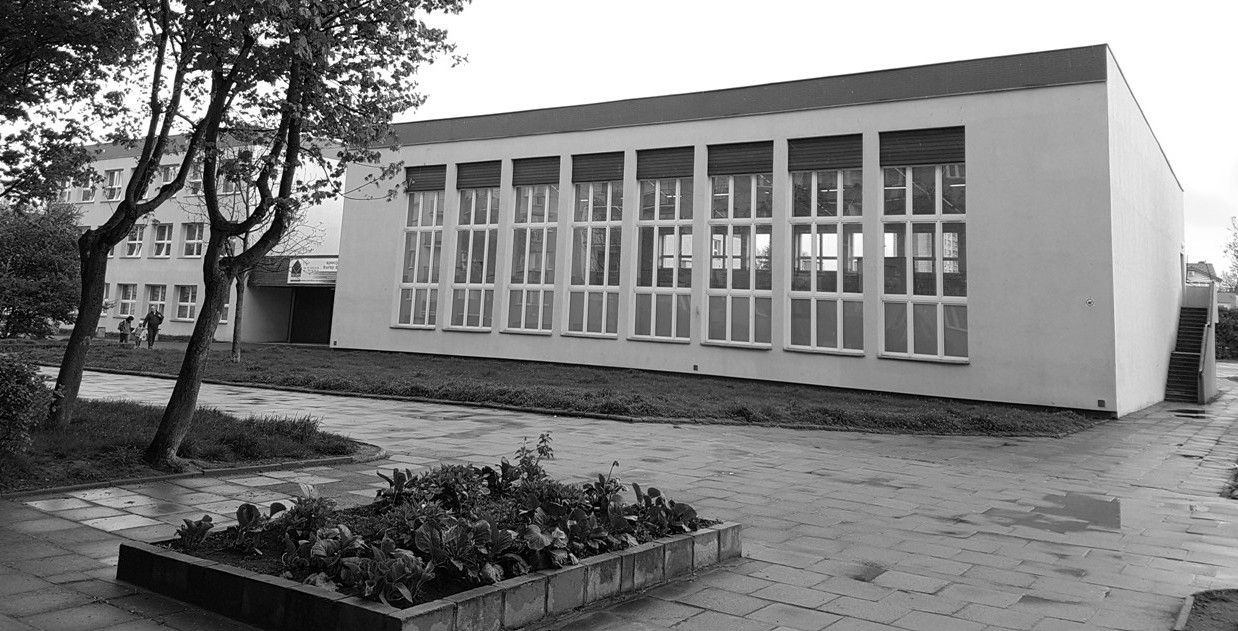
Sala gimnastyczna Szkoły Podstawowej nr 12, obecnie ZSO i Gimnazjum Integracyjne. Spójnia rozgrywała tutaj swoje mecze w latach 80. (2017)

Skład z lat 1980/1983:
| Nr | Poz. | Nar.   | Nazwisko i imię        | Data urodzenia | Wzrost | Masa ciała |
| -- | ---- | ------ | ---------------------- | -------------- | ------ | ---------- |
| 12 | C    | Polska | Ładniak, Marek         | 1950-06-09     | 202 cm |            |
|    | PG   | Polska | Purwiniecki, Ireneusz  | 1963-06-29     | 188 cm |            |
| 13 | C/F  | Polska | Łabędzki, Lech         | 1956           | 195 cm |            |
| 5  | G/F  | Polska | Koziorowicz, Krzysztof | 1957-03-24     | 181 cm |            |
| 4  | C/F  | Polska | Fajerski, Roman        | 1955           | 194 cm |            |
|    | C/F  | Polska | Szczepański, Jacek     | 1963           | 197 cm |            |
| 7  | G    | Polska | Sićko, Mirosław        | 1956           | 187 cm |            |
| 7  | G    | Polska | Kasprzyk, Bogusław     | 1953           | 186 cm |            |
| ?  | ?    | Polska | Kciuk, Jerzy           | 1956           | 192 cm |            |
|    | PG   | Polska | Wolski, Romuald        | 1963           | 197 cm |            |
|    | PG   | Polska | Stachowiak, Andrzej    | 1956           | 192 cm |            |
|    | PG   | Polska | Miłek, Waldemar        | 1965           | 189 cm |            |
| 13 | PG   | Polska | Matysik, Marek         | 1964           | 195 cm |            |
| 4  | C/F  | Polska | Bielawski, Krzysztof   | 1959           | 195 cm |            |
| ?  | ?    | Polska | Ściężor, Edward        | 1960           | 192 cm |            |
| ?  | ?    | Polska | Ładniak, Adam          | 1950           | 202 cm |            |
| 6  | C/F  | Polska | Maksel, Władysław      | 1955           | 194 cm |            |
| 13 | G/F  | Polska | Kozel, Krzysztof       | 1964           | 180 cm |            |
| 10 | G    | Polska | Bartosz, Mariusz       | 1962           | 200 cm |            |
|    | G    | Polska | Wojdyr, Grzegorz       | 1961           | 205 cm |            |

Trener:  Ryszard Janik
- kierownik drużyny: Tadeusz Sikora

### Skład z 1988/1989 (II liga)
Spójnia w sezonie 1988/1989 rozpoczęła rozgrywki w II lidze:
Skład z lat 1988/1989:
| Nr | Poz. | Nar.   | Nazwisko i imię        | Data urodzenia | Wzrost | Masa ciała |
| -- | ---- | ------ | ---------------------- | -------------- | ------ | ---------- |
| 4  | S/C  | Polska | Bartosz, Mariusz       | 1962           | 200 cm |            |
| 7  | S    | Polska | Cieliński, Marek       | 1969-04-25     | 197 cm |            |
| 5  | G/F  | Polska | Koziorowicz, Krzysztof | 1957-03-24     | 181 cm |            |
| ?  | ?    | Polska | Bejnar, Andrzej        | ?              | ? cm   |            |
| 8  | R    | Polska | Purwiniecki, Ireneusz  | 1963-06-29     | 188 cm |            |
| 9  | S    | Polska | Matyga, Ireneusz       | 1966           | 198 cm |            |
|    | PG   | Polska | Stachowiak, Andrzej    | 1956           | 192 cm |            |
|    | PG   | Polska | Miłek, Waldemar        | 1965           | 189 cm |            |
| 5  | R    | Polska | Gintowt, Mariusz       | 1967           | 196 cm |            |
| ?  | R    | Polska | Grześkowiak, Sławomir  | ?              | ? cm   |            |
| ?  | ?    | Polska | Marczyk, Leszek        | ?              | ? cm   |            |

Trener:  Ryszard Janik
 Asystenci: ?
- kierownik drużyny: Tadeusz Sikora?

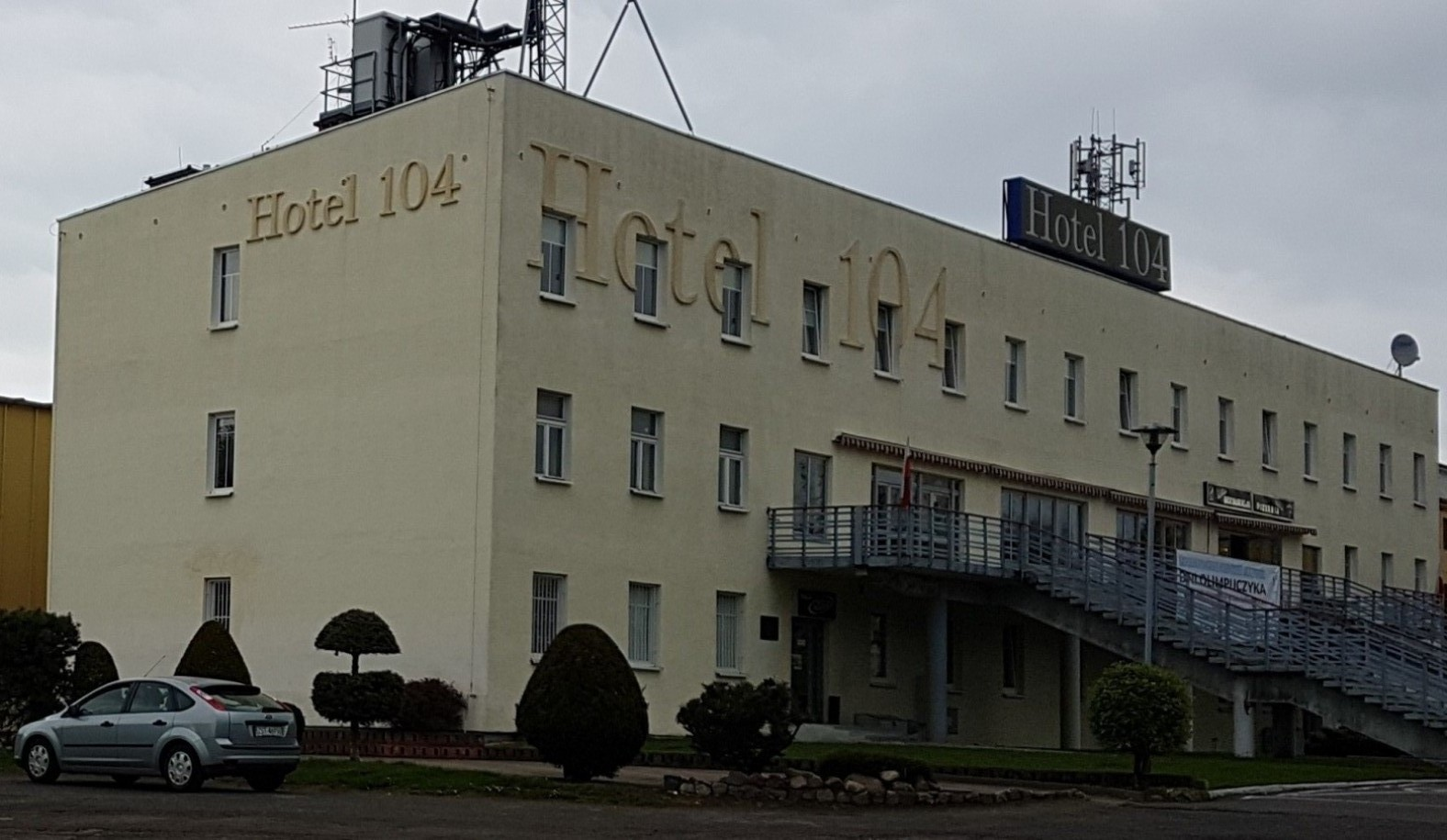
Kompleks sportowy OSiRu z siedzibą Spójni

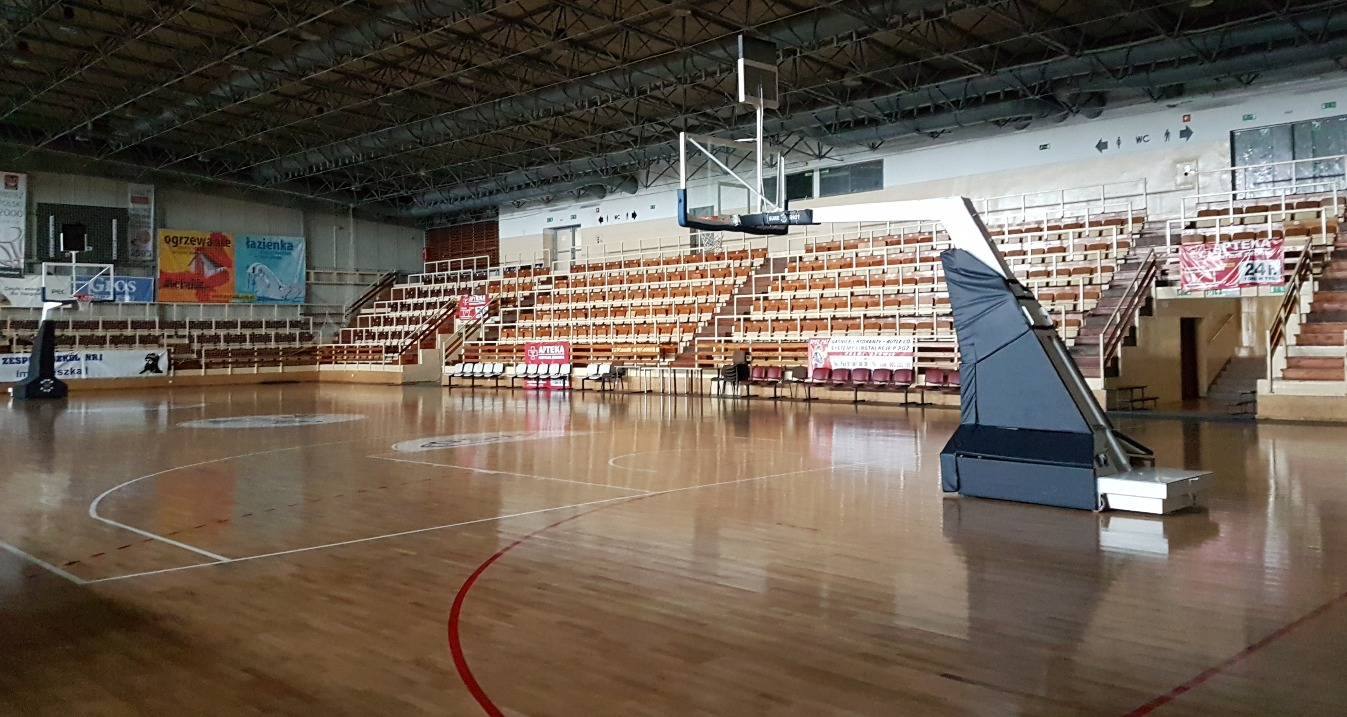
Hala sportowa OSiR (2017)

### Ostatni sezon 1991/1992 Koziorowicza w II lidze
Spójnia w sezonie 1991/1992 rozpoczęła rozgrywki w II lidze:
Skład z lat 1991/1992:
| Nr | Poz. | Nar.   | Nazwisko i imię        | Data urodzenia | Wzrost | Masa ciała |
| -- | ---- | ------ | ---------------------- | -------------- | ------ | ---------- |
| 4  | S/C  | Polska | Bartosz, Mariusz       | 1962           | 200 cm |            |
| 7  | S    | Polska | Cieliński, Marek       | 1969-04-25     | 197 cm |            |
| ?  | O    | Polska | Jóźwiak, Jacek         | 1964           | 196 cm |            |
| 5  | G/F  | Polska | Koziorowicz, Krzysztof | 1957-03-24     | 181 cm |            |
| 9  | S    | Polska | Matyga, Ireneusz       | 1966           | 198 cm |            |
|    | PG   | Polska | Miłek, Waldemar        | 1965           | 189 cm |            |
|    | PG   | Litwa  | Petronis, Romualdas    | ?              | ? cm   |            |
| 8  | R    | Polska | Purwiniecki, Ireneusz  | 1963-06-29     | 188 cm |            |
| 14 | R    | Polska | Szczerbala, Robert     | 1971-01-9      | 172 cm |            |
| 6  | S    | Polska | Śpiewak, Grzegorz      | 1973-03-15     | 192 cm |            |

Trener:  Grzegorz Chodkiewicz
 Asystenci: Mieczysław Major
- kierownik drużyny:Ryszard Pasikowski

### Skład trenera Koziorowicza sezonu 1996/1997 (wicemistrzostwo)
Spójnia w sezonie 1996/1997 rozpoczęła rozgrywki w ekstraklasie i na koniec sezonu zdobyła tytuł wicemistrza Polski i grała w składzie:
| Nr | Poz. | Nar.              | Nazwisko i imię               | Data urodzenia | Wzrost | Masa ciała |
| -- | ---- | ----------------- | ----------------------------- | -------------- | ------ | ---------- |
| 7  | S    | Polska            | Cieliński, Marek              | 1969-04-25     | 198 cm |            |
| 5  | R    | Polska            | Dubij, Wiesław                | 1970-10-06     | 185 cm |            |
| 12 | C    | Stany Zjednoczone | McNaull, Joseph               | 1972-06-23     | 208 cm |            |
| 11 | R    | Polska            | Szczerbala, Robert            | 1971-01-9      | 172 cm |            |
| 14 | S    | Polska            | Morkowski, Robert             | 1974-08-21     | 200 cm |            |
| 4  | R    | Polska            | Sobczyński (koszykarz), Marek | 1963-10-29     | 194 cm |            |
| 15 | S    | Polska            | Wiekiera, Paweł               | 1978-01-14     | 205 cm |            |
| 15 | C    | Polska            | Grudziński, Wiktor            | 1978-04.-9     | 207 cm |            |
| 6  | C    | Polska            | Wilangowski, Krzysztof        | 1965-03-30     | 210 cm |            |
| 13 | R    | Stany Zjednoczone | Williams, Keith               | 1965-03-30     | 180 cm |            |

Trener:  Tadeusz Aleksandrowicz
 Asystenci: Krzysztof Koziorowicz
- kierownik klubu:Zygmunt Drążek

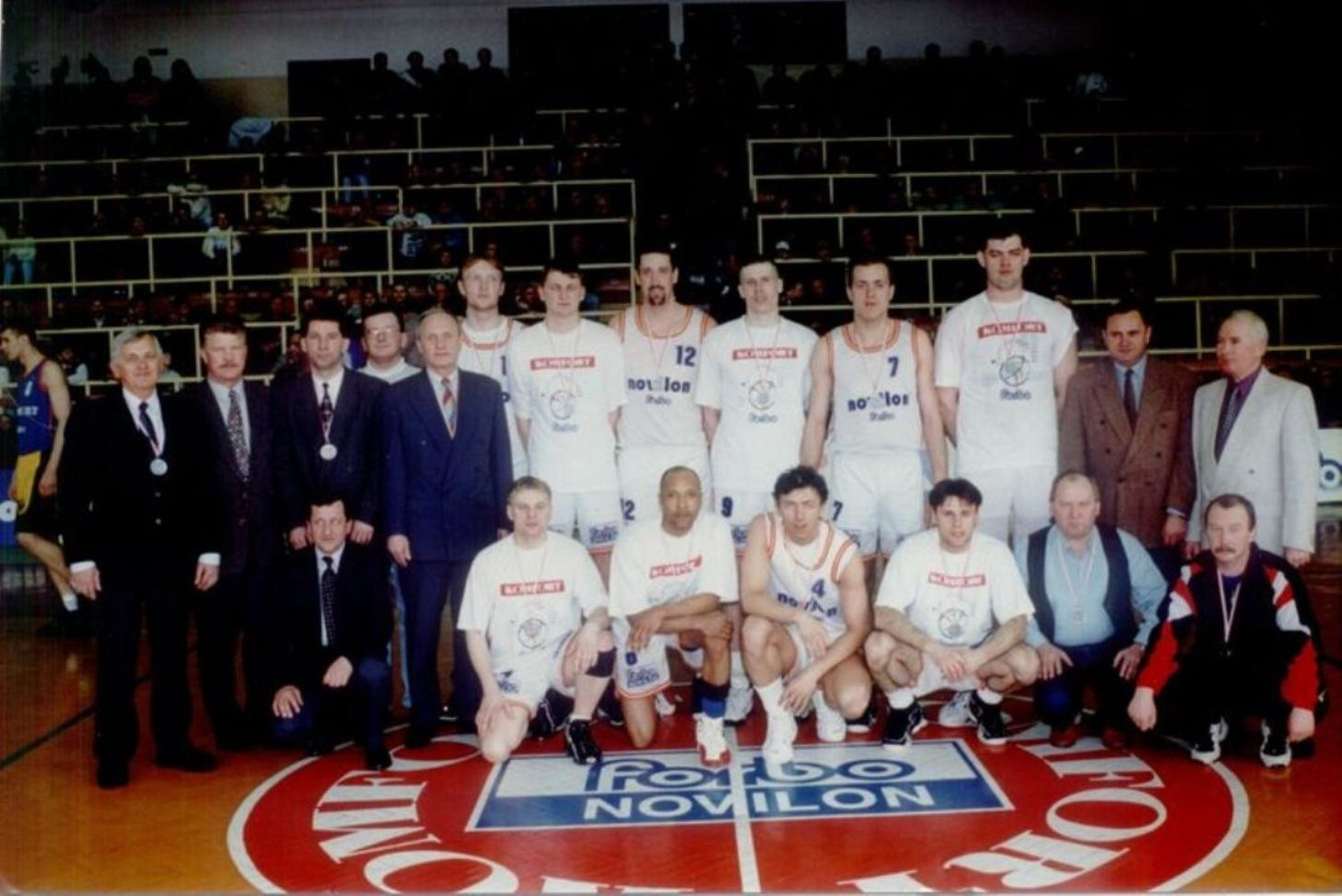
Krzysztof Koziorowicz jako asystent trenera Tadeusza Aleksandrowicza zdobył ze Spójnią Stargard tytuł wicemistrza Polski w koszykówce (1997)

- kierownik sekcji: Stanisław Ochota
- kierownik drużyny:Zbigniew Błochowiak
- lekarz: Jerzy Semanycz
- masażysta: Grzegorz Gromek

### Skład trenera Koziorowicza CCC Polkowice sezonu 2011/2012

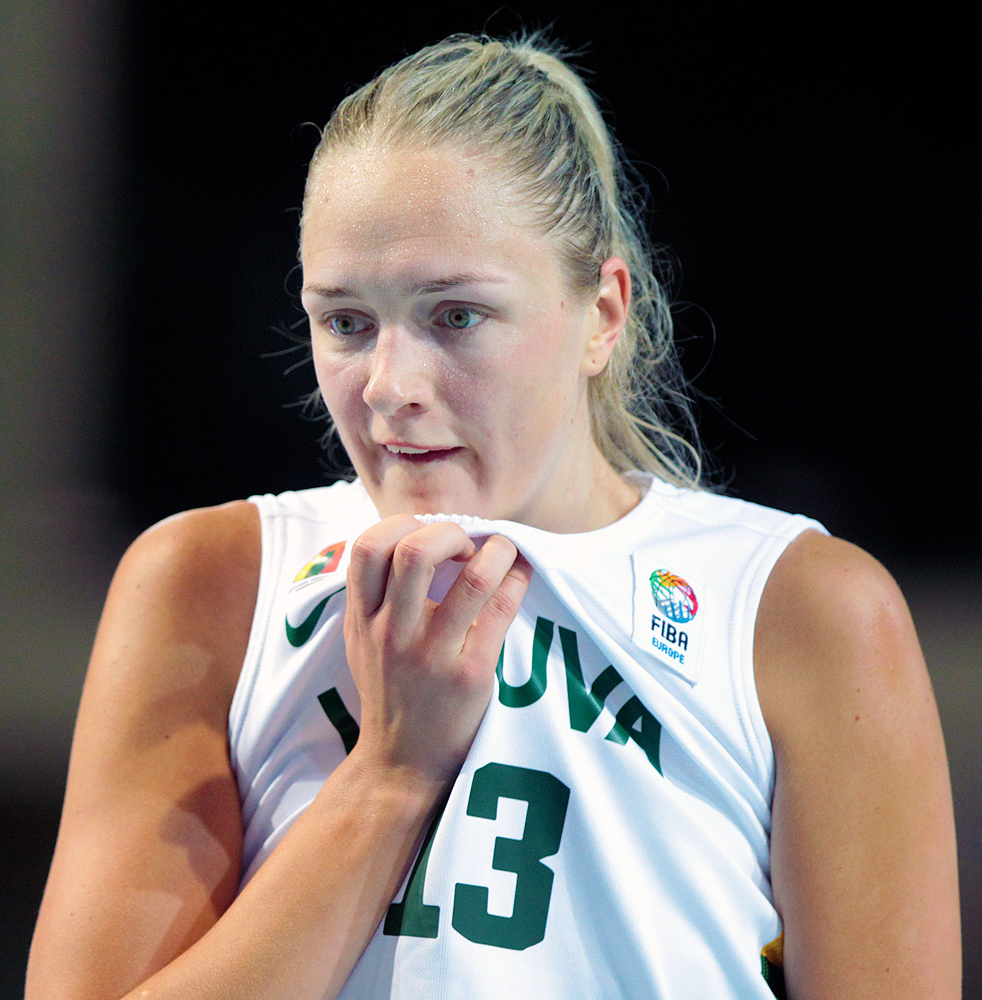
Koziorowicz i Gintarė Petronytė

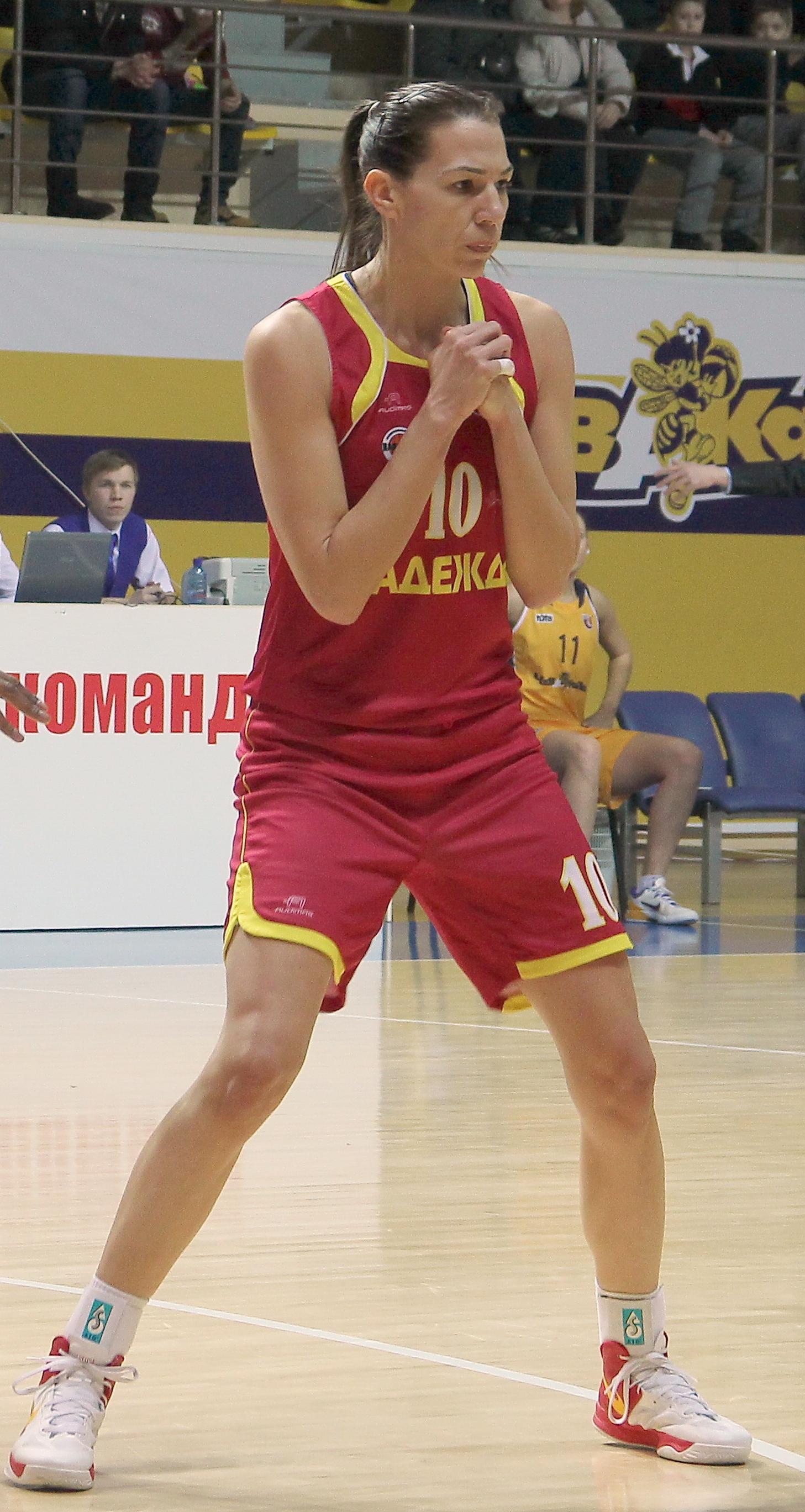
Iva Perovanović

Krzysztof Koziorowicz w latach 2008–2012 był trenerem drużyny żeńskiej CCC Polkowice zdobywając w 2012 tytuł wicemistrza Polski w koszykówce żeńskiej. 

#### Kadra sezon 2011/12
| Nr  | Imię i nazwisko      | Data urodzenia       | Wzrost | Pozycja      | Narodowość        |
| --- | -------------------- | -------------------- | ------ | ------------ | ----------------- |
| 4.  | Walerija Musina      | 18 sierpnia 1987     | 183 cm | rzucająca    | Rosja             |
| 5.  | Sharnee Zoll-Norman  | 11 lipca 1986        | 171 cm | rozgrywająca | Stany Zjednoczone |
| 6.  | Aleksandra Dziwińska | 12 kwietnia 1991     | 170 cm | rozgrywająca | Polska            |
| 7.  | Iva Perovanović      | 1 września 1983      | 189 cm | środkowa     | Czarnogóra        |
| 8.  | Justyna Hołtyn       | 12 kwietnia 1994     | 184 cm | skrzydłowa   | Polska            |
| 9.  | Evanthia Maltsi      | 30 grudnia 1978      | 180 cm | rzucająca    | Grecja            |
| 10. | Joanna Walich        | 27 października 1981 | 183 cm | skrzydłowa   | Polska            |
| 11. | Gintarė Petronytė    | 19 marca 1989        | 196 cm | środkowa     | Litwa             |
| 12. | Agnieszka Majewska   | 11 maja 1982         | 195 cm | środkowa     | Polska            |
| 13. | Agata Gajda          | 29 sierpnia 1980     | 175 cm | rozgrywająca | Polska            |
| 14. | Agata Szczepanik     | 13 marca 1992        | 190 cm | skrzydłowa   | Polska            |
| 15. | Agata Dobrowolska    | 26 marca 1992        | 188 cm | skrzydłowa   | Polska            |
| 16. | Karolina Puss        | 13 października 1994 | 178 cm | rzucająca    | Polska            |
| 22. | Paula Światowska     | 26 września 1994     | 181 cm |              | Polska            |
| 23. | Monika Jasnowska     | 29 sierpnia 1992     | 181 cm | rzucająca    | Polska            |
| 40. | Megan Frazee         | 29 marca 1987        | 191 cm | skrzydłowa   | Stany Zjednoczone |

### Skład Koziorowicza sezonu 2017/2018, awans do ekstraklasy

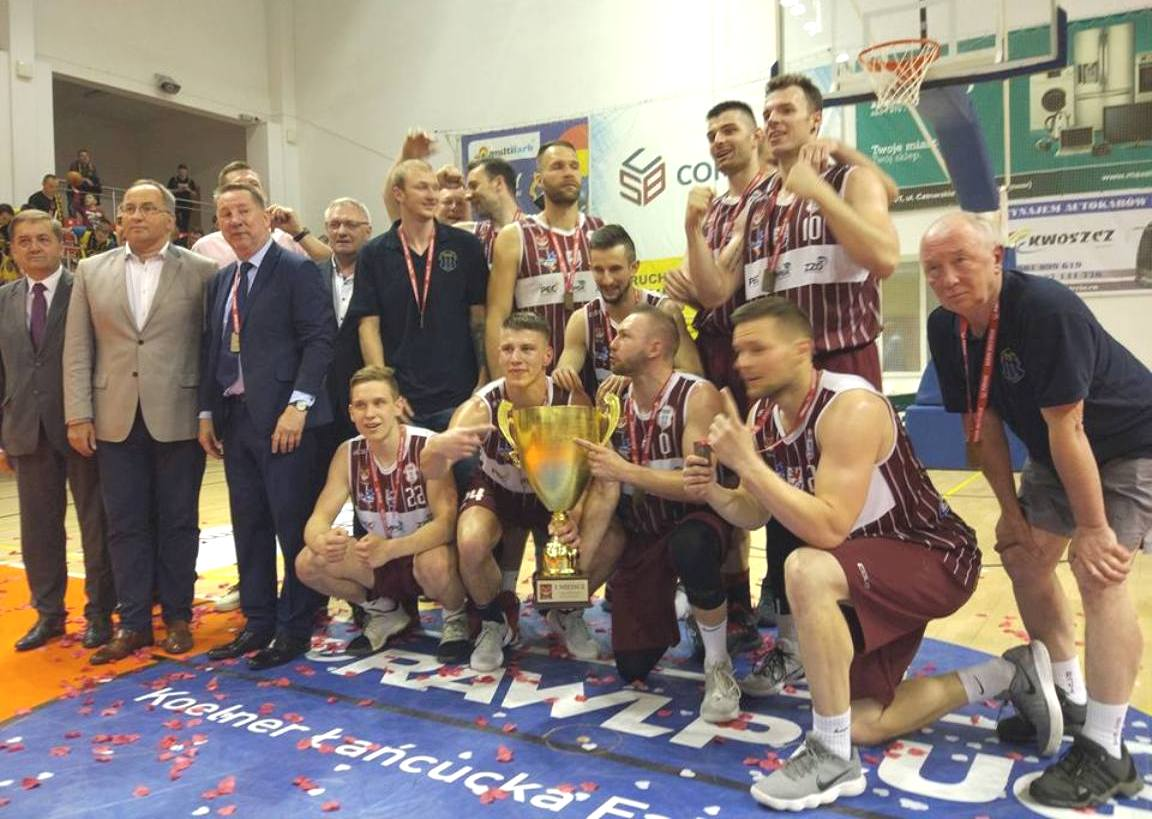
Koziorowicz i awans Spójni do ekstraklasy (2018)

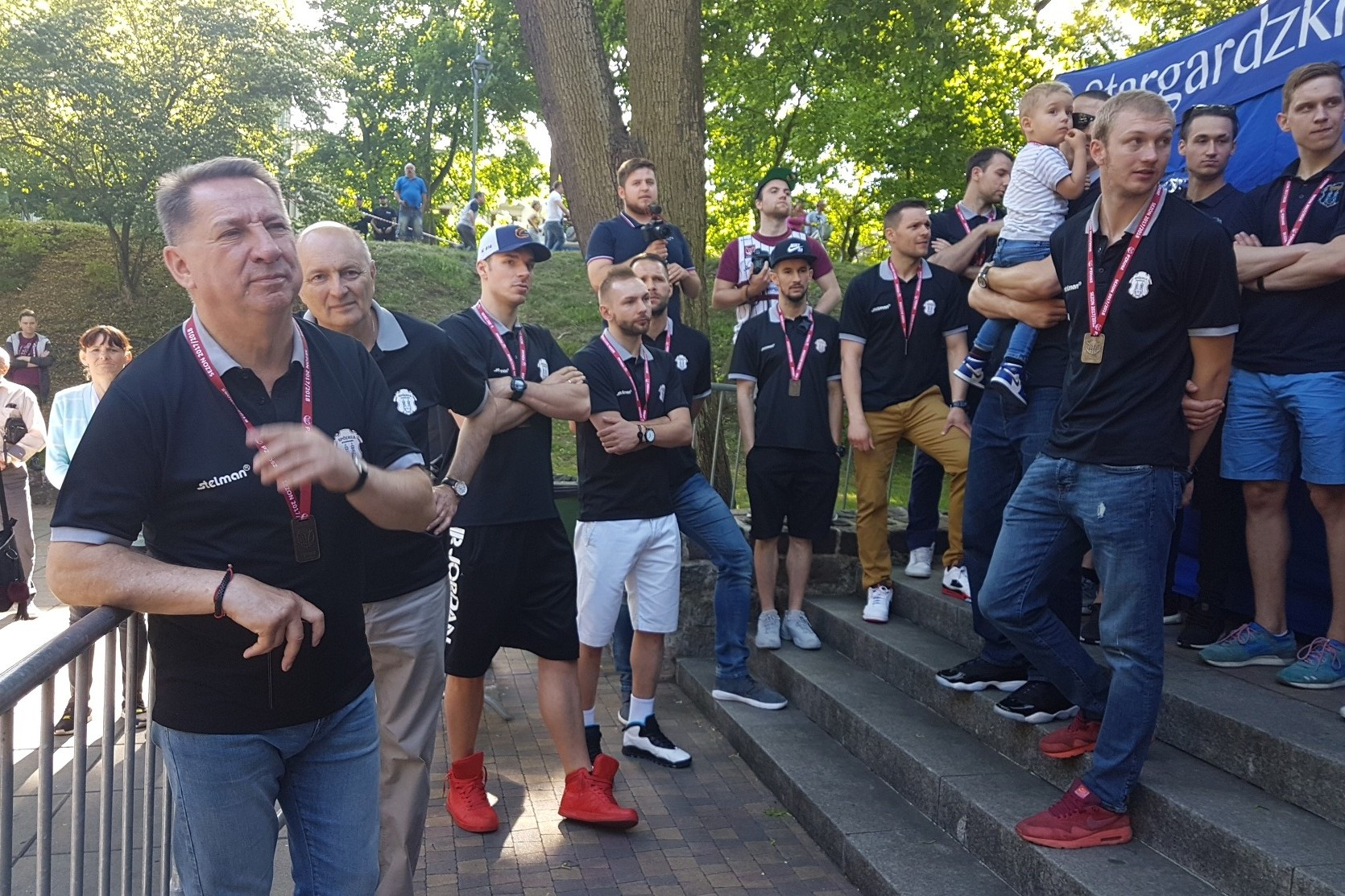
Koziorowicz z drużyną po awansie (19.05.2018)

Na początku sezonu 2017/2018 zespół Spójni Stargard dysponował następującymi zawodnikami:
| Nr | Poz. | Nar.   | Nazwisko i imię      | Data urodzenia | Wzrost | Masa ciała |
| -- | ---- | ------ | -------------------- | -------------- | ------ | ---------- |
| 24 | SG   | Polska | Dymała, Marcin       | 1990-06-07     | 187 cm |            |
| 14 | C    | Polska | Pytyś, Karol         | 1985-12-04     | 202 cm |            |
| 44 | PF   | Polska | Pabian, Hubert       | 1989-01-21     | 201 cm |            |
| 21 | G/F  | Polska | Raczyński, Maciej    | 1984-07-28     | 190 cm |            |
| 0  | PG   | Polska | Bręk, Dawid          | 1989-09-20     | 188 cm |            |
| 8  | C/F  | Polska | Fraś, Wojciech       | 1991-01-25     | 202 cm |            |
| 19 | F    | Polska | Czujkowski, Alan     | 1990-03-08     | 199 cm |            |
| 22 | PG   | Polska | Koziorowicz, Konrad  | 1989-09-19     | 180 cm |            |
| 3  | G    | Polska | Szymański, Sebastian | 1991-06-09     | 185 cm |            |
| 25 | S/C  | Polska | Wilczek, Marcel      | 1986-06-20     | 204 cm |            |
| 18 | PG   | Polska | Jaroszyński, Jakub   | 1999-04-18     | 186 cm |            |
| 22 | SG   | Polska | Pryć, Mateusz        | 1998-11-06     | 190 cm |            |
| 9  | PG   | Polska | Potap, Piotr         | 1999-06-16     | 186 cm |            |
| 12 | SF   | Polska | Berdzik, Bartłomiej  | 1993-06-12     | 196 cm |            |
| 17 | C    | Polska | Hoszczaruk, Kacper   | 1999-12-04     | 205 cm |            |

Trener:  Krzysztof Koziorowicz
 Asystenci: Ireneusz Purwiniecki, Masażysta: Grzegorz Gromek, Kierownik drużyny: Ireneusz Purwiniecki
Uwaga: Dominik Grudziński został wypożyczony do II ligowego Muszkieterowie Nowa Sól

### Ekstraklasa, skład Koziorowicza sezonu 2018/2019
Stan na 22 listopada 2018, na podstawie.
| Nr   | Poz. | Nar.              | Nazwisko i imię     | Data urodzenia | Wzrost | Masa ciała |
| ---- | ---- | ----------------- | ------------------- | -------------- | ------ | ---------- |
| 2    | PG   | Stany Zjednoczone | Hickey, Anthony     | 1992-11-22     | 180 cm |            |
| 30   | C    | Litwa             | Giga, Norbertas     | 1995-06-06     | 208 cm |            |
| 23   | SF   | Stany Zjednoczone | Richards, Shane     | 1994-03-05     | 195 cm |            |
| ubył | C    | Stany Zjednoczone | Owens, Albert       | 1996-08-02     | 206 cm |            |
| ubył | G/F  | Stany Zjednoczone | Hayes, Jalen        | 1995-02-21     | 201 cm |            |
| ubył | G/F  | Stany Zjednoczone | Wesley, Byron       | 1992-12-26     | 196 cm |            |
| 0    | PG   | Polska            | Bręk, Dawid         | 1989-09-20     | 188 cm |            |
| 24   | SG   | Polska            | Dymała, Marcin      | 1990-06-07     | 187 cm |            |
| 44   | PF   | Polska            | Pabian, Hubert      | 1989-01-21     | 201 cm |            |
| 10   | SG   | Polska            | Pamuła, Piotr       | 1990-01-19     | 195 cm |            |
| 16   | C/F  | /                 | Madray, Nick        | 1994-08-01     | 206 cm |            |
| 8    | C/F  | Polska            | Fraś, Wojciech      | 1991-01-25     | 202 cm |            |
| 21   | SF   | Polska            | Raczyński, Maciej   | 1984-07-28     | 190 cm |            |
| 25   | C    | Polska            | Wilczek, Marcel     | 1986-06-20     | 204 cm |            |
| 5    | PG   | Polska            | Koziorowicz, Konrad | 1989-09-19     | 180 cm |            |
| 22   | SF   | Polska            | Pryć, Mateusz       | 1998-11-06     | 190 cm |            |
| 12   | SF   | Polska            | Berdzik, Bartłomiej | 1993-06-12     | 196 cm |            |
| 17   | C    | Polska            | Hoszczaruk, Kacper  | 1999-12-04     | 206 cm |            |

Trener:  Krzysztof Koziorowicz
 Asystenci: Kamil Piechucki, Filip Dylik Masażysta: Grzegorz Gromek Kierownik drużyny: Ireneusz Purwiniecki

## Krzysztof Koziorowicz w mediach
Trener Krzysztof Koziorowicz w mediach:
- Decydujący mecz o awans do koszykarskiej ekstraklasy 27.03.1994
- Koziorowicz i Spójnia z lat 90.
- Krzysztof Koziorowicz na temat występu reprezentacji Polski koszykarek U-20 na ME
- Krzysztof Koziorowicz w Radiu Meteor UAM
- Trening kadry Polski - Cetniewo
- Koziorowicz - Ćwiczenia obrony od 1x1 do 4x4
- Koziorowicza wuef z koszykarzami Spójni w Gimnazjum nr 4 w Stargardzie
- Krzysztof Koziorowicz o planach na drugą połowę sezonu
- Koziorowicz z porażką w Lesznie
- Koziorowicz play-offy z GKS Tychy
- Koziorowicz i feta po awansie do ekstraklasie
- Koziorowicz i jego zawodnicy
- Koziorowicz w ekstraklasie z prezentacją drużyny
- Koziorowicz w ekstraklasie, derby Spójnia Stargard - Wilki Morskie
- Konferencja prasowa po meczu Miasto Szkła Krosno - Spójnia Stargard
- Koziorowicz w finale I ligi: PTG Sokół Łańcut-Spójnia
- Koziorowicz z zespołem, kibicami świętował awans do ekstraklasy
- Wywiad Krzysztofa Koziorowicza o meczu z Legią
- Polski Kosz - Wielka sensacja we Włocławku
- Anwil Włocławek - Spójnia Stargard Konferencja prasowa

## Życie prywatne, sukcesy, pamiątki
Krzysztof Koziorowicz mieszka w Stargardzie od 1957. 
W 1979 wziął ślub z Jolantą, która jest pracownikiem Miejskiego Ośrodka Pomocy Społecznej w Stargardzie. Mają troje dzieci: 
- Agata (ur. 1981), ukończyła Instytut Kultury Fizycznej Uniwersytetu Szczecińskiego, od wielu lat pracuje i mieszka w Londynie, gdzie realizuje swoje życiowe i zawodowe plany,
- Kamil (ur. 1980), ukończył studia na AWF-ie w Gorzowie, był nauczycielem wf-u w jednej ze stargardzkich szkół, mieszka wraz z rodziną w Niemczech,
- Konrad (ur. 1989), ukończył Instytut Kultury Fizycznej Uniwersytetu Szczecińskiego, był zawodnikiem Spójni Stargard, obecnie III trener asystent PGE Spójni Stargard

Zamiłowania Krzysztofa Koziorowicza to: koszykówka; siatkówka; piłka nożna; tenis ziemny; turystyka; kino; teatr.

## Ciekawostki
- pierwszym obiektem, gdzie Krzysztof Koziorowicz jako zawodnik Spójni Stargard rozgrywał mecze od 1973, była nowa sala gimnastyczna Szkoły Podstawowej nr 1 przy ul. Popiela 2, następnie sala gimnastyczna Szkoły Podstawowej nr 12[c], potem w 1988 w wielofunkcyjnym obiekcie przy ul. Pierwszej Brygady 1;
- Krzysztof Koziorowicz z zespołem rozegrał 12 i 13 stycznia 1980 w Stargardzie Szczecińskim rekordowe mecze pod względem wyniku, z Wartą Międzychód, pierwszy mecz wygrał 181:63, gdzie rzucił 38 punktów, a drugie spotkanie wygrał z rekordowym wynikiem 222:53 i zanotował 40 punktów[46];
- Krzysztof Koziorowicz, jako zawodnik, grał w drużynie stargardzkiej w rozgrywkach III ligi (międzywojewódzka) i w sezonie 1979/80 wraz z drużyną prowadzoną przez Ryszarda Janika ustanowił rekordowy klubowy bez porażki – 43, jako jedyna drużyna w rundzie zasadniczej nie poniosła porażki, dopiero w meczu z Włocławią Włocławek Spójnia przegrała we Włocławku pierwszy mecz barażowy, drugi wygrała i ostatecznie wygrywając z Włocławią 3:1 awansowała do II ligi;
- Krzysztof Koziorowicz zdobył najwięcej punktów dla stargardzkiego klubu (4911), w latach 1979/1992, w sumie we wszystkich klubach (6736);
- zespół koszykarzy I ligi prowadzony przez Krzysztofa Koziorowicza w sezonie 2017/2018 przez 15 kolejek rundy zasadniczej był drużyną bez porażki, w sezonie 2017/2018 (włącznie z play-off) trener Koziorowicz odniósł 37 wygranych meczów;
- z zespołem Lotos Gdynia rozegrał 214 meczów;

- jako trener zespołu Spójni Stargard w latach 1995/1996 poprowadził drużynę w PLK w 7 meczach oraz w latach 2016/2019 w 113 spotkaniach, 23 w ekstraklasie, 90 w I lidze, zanotował 70 zwycięstw (dane na dzień 22.01.2019);
- był w latach 2008-2011 trenerem zespołu ekstraklasowego kobiet CCC Polkowice, gdzie rozegrał 102 spotkania, w latach 2012-2014 trener zespołu szczecińskiego kobiet Wilków Morskich prowadząc drużynę w 46 meczach oraz w 15 meczach szczecińskiego zespołu męskiego w rozgrywkach PLK, w latach 2015-2016 prowadził JTC MUKS Poznań w 17 spotkaniach;
- w sumie jako trener w latach 1994/2019 poprowadził kobiece i męskie ligowe zespoły w 562 spotkaniach;
- był trenerem reprezentacji kobiet, którą poprowadził w 69 spotkaniach oraz zespół U20 w 8 meczach, razem w 77 meczach reprezentacji Polski;
- ogółem w latach 1994 do 2019 był trenerem ligowych zespołów kobiecych, męskich i reprezentacji Polski, prowadząc te drużyny w 639 meczach;
- boiskowy pseudonim: "Kozioł"[30].